# Ruta Estatal de Arizona 377
La Ruta Estatal de Arizona 377, y abreviada SR 377 (en inglés: Arizona State Route 377) es una carretera estatal estadounidense ubicada en el estado de Arizona. La carretera inicia en el sur desde la SR 277     en Heber hacia el norte en la SR 77     en Holbrook. La carretera tiene una longitud de 54,4 km (33.83 mi).

## Mantenimiento
Al igual que las autopistas interestatales, y las rutas federales y el resto de carreteras estatales, la Ruta Estatal de Arizona 377 es administrada y mantenida por el Departamento de Transporte de Arizona por sus siglas en inglés ADOT.